# Stade Beşiktaş
Le Stade Beşiktaş (actuellement Tüpraş Stadyumu) est le stade de football du  Beşiktaş JK situé à Istanbul en Turquie.
D'une capacité de 41 903, il a été construit pour remplacer le Stade BJK İnönü et accueille les rencontres à domicile du Beşiktaş JK. Son nom est Vodafone Park afin de faire référence au sponsoring de l’opérateur britannique Vodafone qui est l’un des principaux opérateurs téléphoniques en Turquie.
Il est situé à proximité de la mer et possède ainsi un emplacement de choix dans la métropole d'Istanbul. Le Vodafone Park a été choisi stade de l'année 2016 par le vote du public selon le site StadiumDB.
Plusieurs aménagements ont été mis en place à l'intérieur du Vodafone Park, dont le plus grand musée du Beşiktaş, des restaurants, des lieux interactifs pour les enfants tels des jeux ou bien même des salles de karaoké pour chanter les chansons du club, l'administration du club s'est même installée dans le stade.

## Historique
Le premier match dans le Vodafone Park a lieu le 11 avril 2016 face à Bursaspor. Le joueur à avoir marqué le premier but dans le stade est Mario Gomez, l'ancien joueur du Bayern Munich. Il marque ensuite un second but à la 58e minute. Le premier joueur à avoir eu un carton rouge dans le Vodafone Park est Ricardo Quaresma. Le 19 mai 2016, ils fêtent leur 14e titre et le premier dans le stade 
Le Beşiktaş subit sa première défaite dans le Vodafone Park face au grand rival, le Fenerbahçe, le 5 février 2017, l'unique buteur de la rencontre étant le néerlandais Robin van Persie.
Le 10 décembre 2016, deux bombes ont explosé aux alentours du Vodafone Park  faisant 46 victimes (Attentat d'Istanbul du 10 décembre 2016).

## Événements
- Supercoupe de l'UEFA 2019
- Finale de la Ligue Europa 2026
- Finale de la Ligue Conférence 2027

## Détails[6]
Capacité : 41 903

Nombre de loges : 147

Places assises des loges : 1847

Places VIP : 2150

Nombre de places pour public en situation de handicap : 81 + 81 places pour les compagnons.

Nombre de places pour la presse : 186

Distance entre les tribunes et les cages : 795 cm

Distance entre les tribunes et les lignes de touches : 615 cm

Restaurant VIP et espace salon : 1 600 m2

Espace total de la plus grande boutique "Kartal Yuvası" de Turquie et le musée de Beşiktaş : 1 800 m2

Places de parking : 350

## Galerie

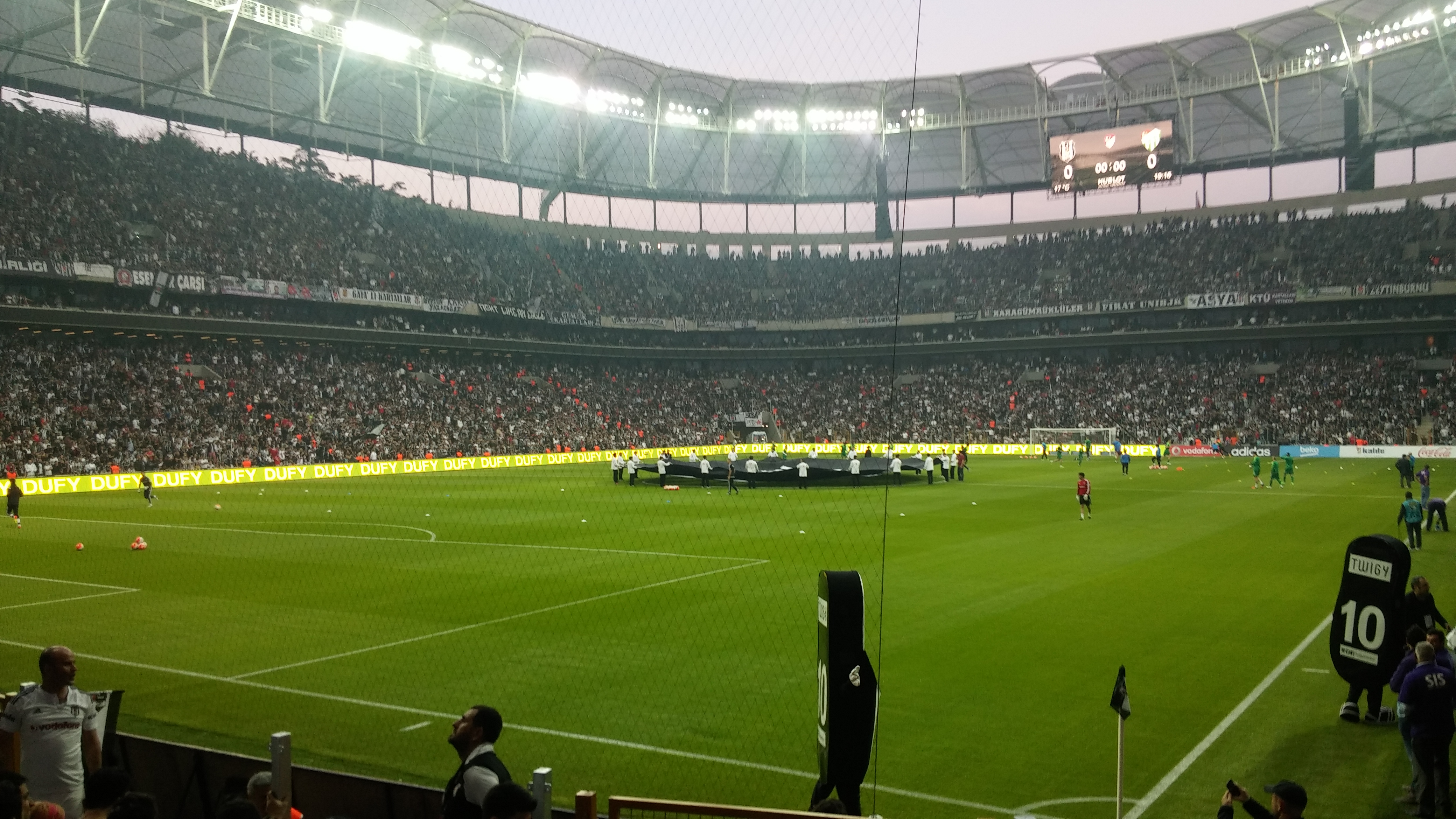
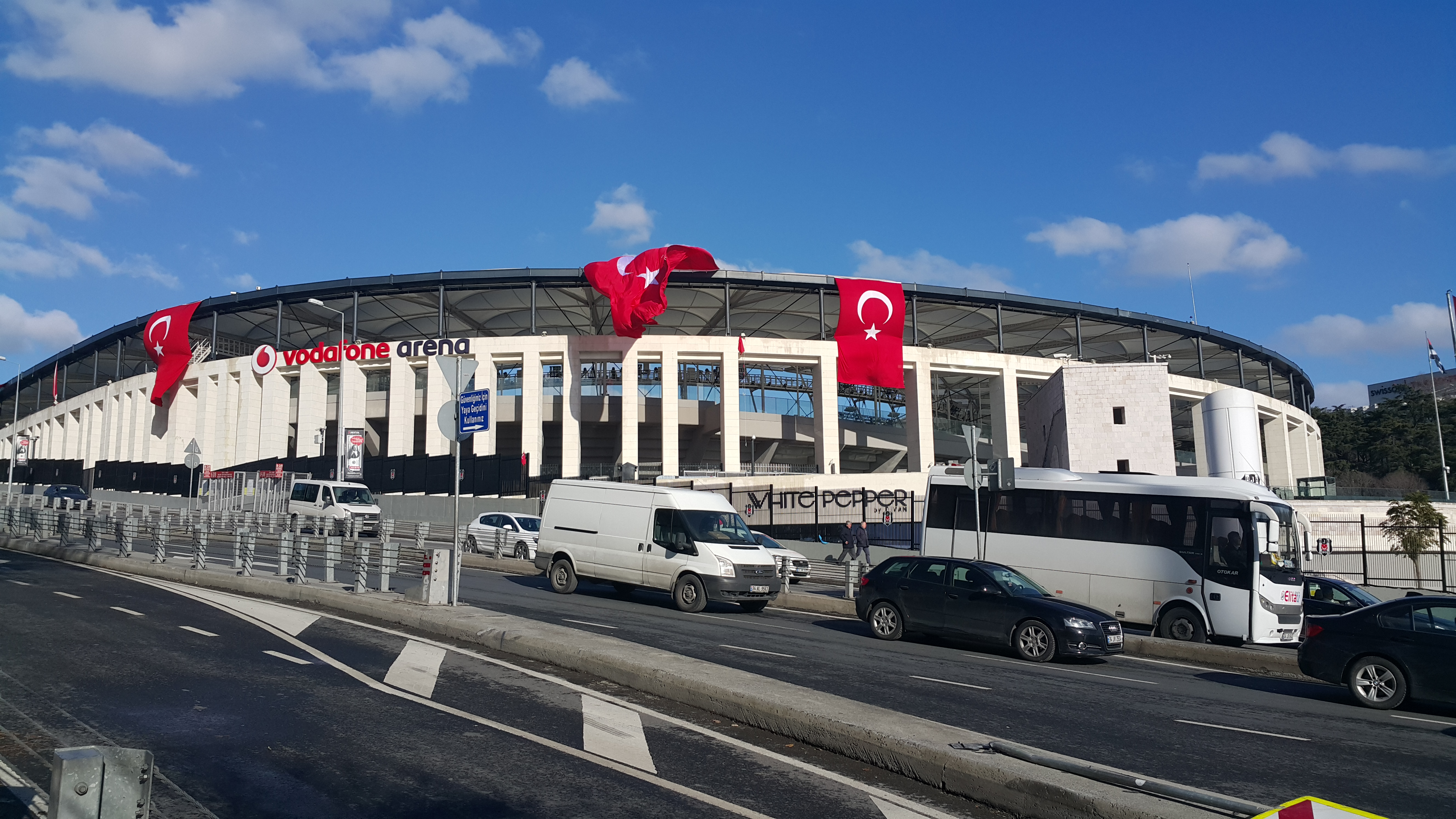
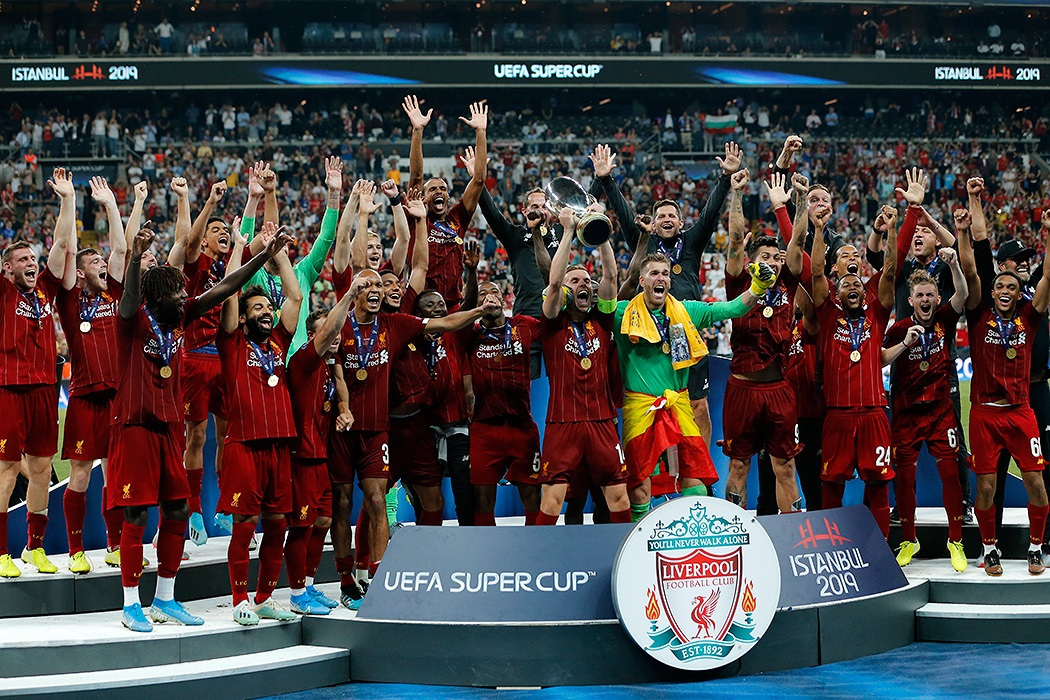
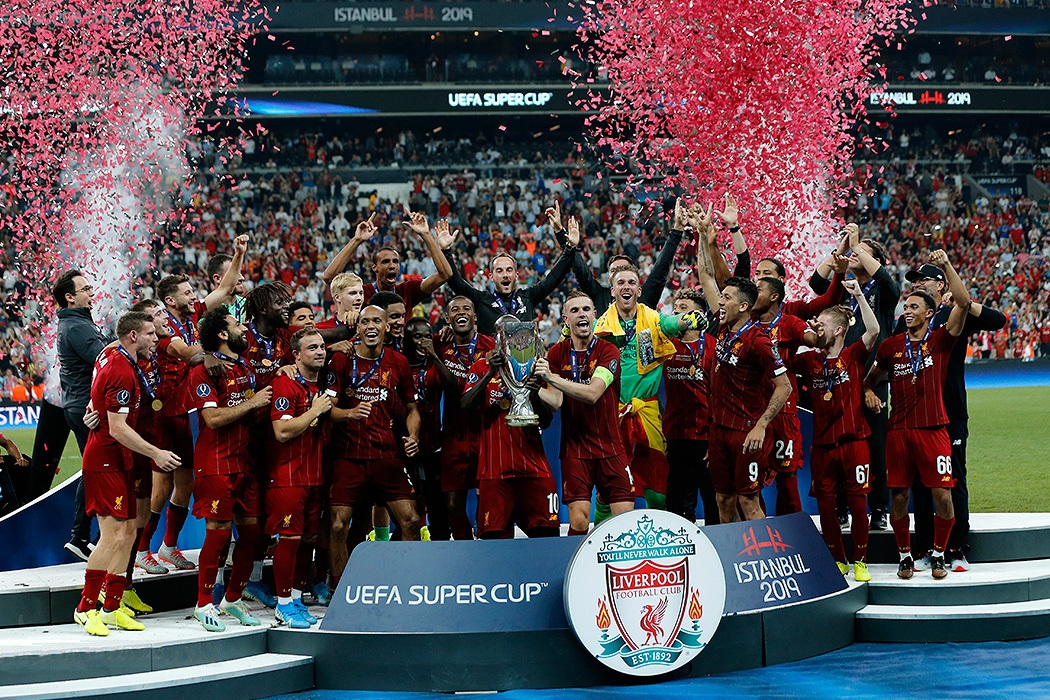
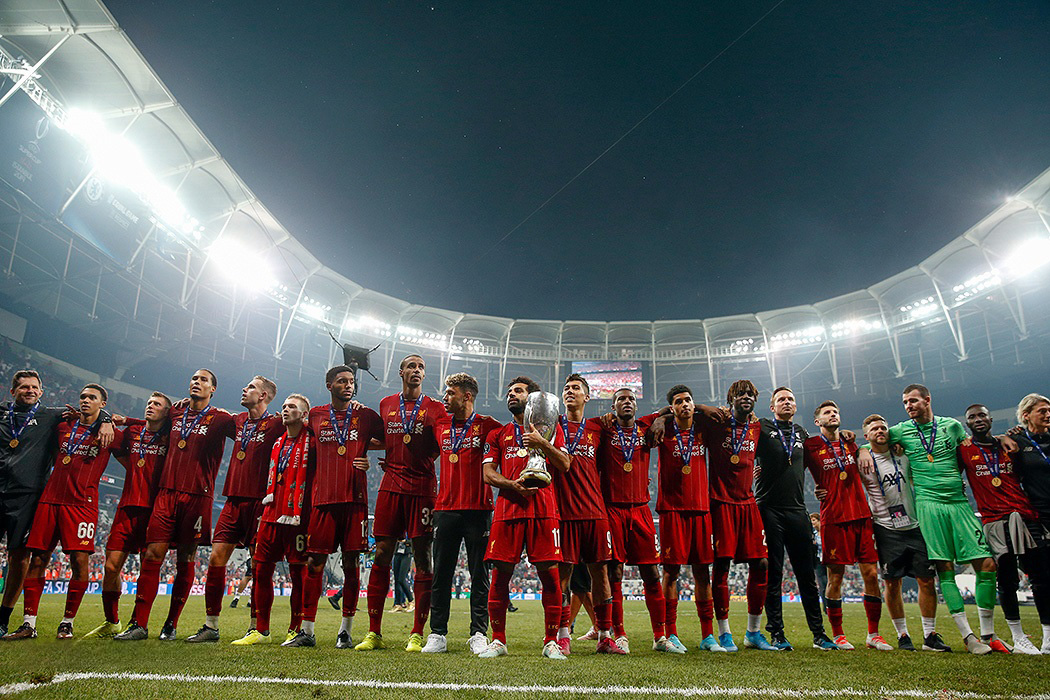
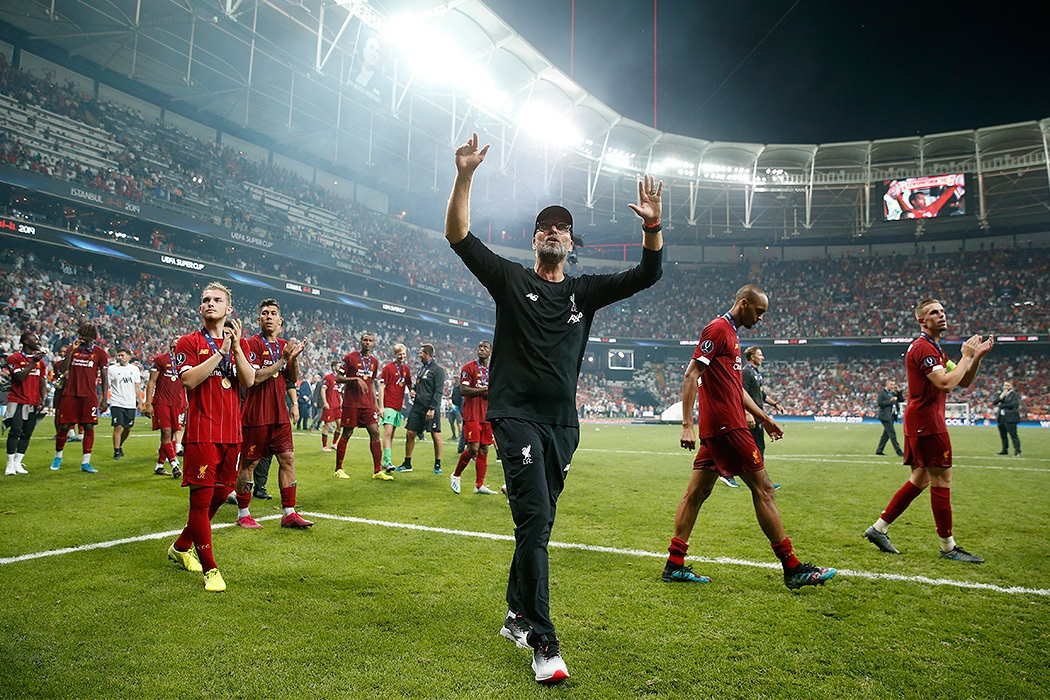